# Disipace
Disipace (z lat. dissipatio, rozptylování) označuje nevratnou změnu energie na jinou. Provází každou reálnou transformaci energie na jinou. Nemusí se nutně jednat o přeměnu energie, k disipaci dochází, i pokud se například přenáší teplo z teplejšího na studenější objekt. Z hlediska teorie informace musí při každé disipaci také docházet k výměně informace mezi interagujícími systémy.

## Význam
- v geofyzice se takto označuje postupné zanikání seismických vln při zemětřesení.
- ve fyzice se takto označuje nevratná změna energie na jinou.

Míra disipace je faktor kvality definovaný podílem přeměněné energie Ep k celkové energii E.

## Disipativní systémy ve fyzice
Aby se ve fyzice předešlo námitkám proti teoriím v termodynamice, že by například neměla stoupat entropie, pokud spolu částice neinteragují, zavádí se pojmy:
- disipativní síly jsou jakékoliv fyzikální síly, u nichž dochází k výměně energie mezi tělesy
- disipativní pole je fyzikální pole, u něhož dochází k výměně energie mezi prvky pole
- disipativní systém je systém, u něhož dochází ke změně stavu těles

## Disipační systém
Disipační je takový systém, ve kterém se zvyšuje organizovanost (snižuje entropie) na úkor jeho okolí - disipačním systémem tedy nikdy není systém uzavřený. Jeho koncept dobře zachycuje rozdíl mezi komplexitou a organizovaností. Termín nachází využití v termodynamice, teorii kontroly a kvantové mechanice. Mezi běžné příklady patří šíření tepla prouděním, hurikán či živé organizmy.